# Arroyo del Tala (Río Yí)
El arroyo del Tala es un curso de agua uruguayo que atraviesa el departamento de Flores perteneciente a la cuenca hidrográfica del Río de la Plata.
Nace en la cuchilla de Marincho y desemboca en el río Yí tras recorrer alrededor de 21 km.